# 34 Dywizja Strzelecka Wojsk Konwojujących NKWD
34 Dywizja Strzelecka Wojsk Konwojujących NKWD (ros. 34-я дивизия конвойных войск НКВД СССР) – jedna z dywizji piechoty wojsk NKWD z okresu II wojny światowej a także lat powojennych.
Została sformowana 26 marca 1942 w Swierdłowsku. Rozwiązana 21 grudnia 1946.